# Drusilla canaliculata
Drusilla canaliculata är en skalbaggsart som först beskrevs av Fabricius 1787.  Drusilla canaliculata ingår i släktet Drusilla och familjen kortvingar. Arten är reproducerande i Sverige. Inga underarter finns listade i Catalogue of Life.